# 統一路
統一路（トンイルロ、朝: 통일로）は、大韓民国ソウル特別市中区のソウル駅前から京畿道坡州市南北出入事務所（板門店）までを結ぶ道路。総距離は47.3キロメートル（民統線内を除く）。一部区間は国道1号線に指定されている他、全線がアジアハイウェイ1号線の一部を構成している。

## 歴史
- 1972年3月 ソウル特別市恩平区津寬洞から京畿道坡州市文山邑 臨津閣間(49.2 km)を統一路と決定する。
- 1979年1月
- 1984年11月
- 1984年11月
- 1998年6月15日
- 2000年代
- 2010年5月19日
- 2010年12月4日
- 2011年12月28日
- 2012年2月20日

## 主な経由地
- ソウル特別市
  - 中区、鍾路区、西大門区、恩平区
- 京畿道
  - 高陽市徳陽区、坡州市

## 路線
| 道、特別市、広域市 | 市、郡       | 区間 距離 (km) | 基点 距離 (km) | 註         |
| ------------------ | ------------ | -------------- | -------------- | ---------- |
| ソウル特別市       | ソウル特別市 | 0.0            | 0.0            | 統一路起点 |
| 京畿道             | 高陽市       | 27.3           | 27.3           |            |
| 京畿道             | 坡州市中心部 | 13.1           | 40.4           |            |
| 京畿道             | 坡州市汶山邑 | 8.8            | 49.2           |            |
| 京畿道             | 終点         | 29.6           | 58.0           | 統一路終点 |